# قرار مجلس الأمن التابع للأمم المتحدة رقم 954
قرار مجلس الأمن التابع للأمم المتحدة رقم 954، الذي تم تبنيه بالإجماع في 4 نوفمبر 1994، بعد الإشارة إلى القرار 733 (1992) وجميع القرارات ذات الصلة بشأن الوضع في الصومال وبعثة مجلس الأمن الأخيرة إلى البلاد، أشار المجلس إلى عدم إحراز تقدم في السلام وقرر، بموجب الفصل السابع من ميثاق الأمم المتحدة، تمديد ولاية عملية الأمم المتحدة الثانية في الصومال للمرة الأخيرة، حتى 31 آذار / مارس 1995.
وأعرب مجلس الأمن عن تقديره لجهود البعثة الموفدة لنقل آراء المجلس إلى الأطراف الصومالية، وأثنى على عمل آلاف الأفراد المشاركين في فرقة العمل الموحدة وعملية الأمم المتحدة الثانية في الصومال والجهود الإنسانية. وأشار إلى أنه تم إنقاذ مئات الآلاف من الأرواح من الجوع. وفي الوقت نفسه أقر المجلس بأن عدم التعاون بين الأطراف والفصائل الصومالية قوض أهداف الأمم المتحدة في الصومال، وبالتالي فإن استمرار عملية الأمم المتحدة الثانية في الصومال إلى ما بعد نهاية مارس 1995 لم يكن له ما يبرره. كانت هناك ضمانات من الأطراف الصومالية بأنها ستتعاون ولن تتدخل في انسحاب عملية الأمم المتحدة الثانية في الصومال. وستواصل الأمم المتحدة الوساطة في الصومال، بالتعاون مع منظمة الوحدة الأفريقية وجامعة الدول العربية ومنظمة المؤتمر الإسلامي، كما سيستمر تقديم المساعدات الإنسانية.
من خلال تمديد ولاية عملية الأمم المتحدة الثانية في الصومال للمرة الأخيرة، كان هدفها الرئيسي هو تسهيل المصالحة السياسية. تم حث جميع الفصائل الصومالية على التفاوض وتشكيل حكومة وحدة وطنية انتقالية. كما كان على الأطراف ضمان سلامة عملية الأمم المتحدة الثانية في الصومال والعاملين في المجال الإنساني، والسماح لعملية الأمم المتحدة الثانية في الصومال باتخاذ إجراءات لحماية انسحابها. تمت دعوة جميع الدول الأعضاء إلى مواصلة دعم عملية السلام الصومالية والالتزام الصارم بحظر الأسلحة المفروض على البلد بموجب القرار 733. وأخيراً، طُلب من الأمين العام بطرس بطرس غالي تقديم تقرير إلى المجلس عن التطورات في جميع مناطق الصومال قبل 31 آذار / مارس 1995، والتوصية بمقترحات بشأن الدور الذي يمكن أن تؤديه الأمم المتحدة في الصومال بعد ذلك التاريخ.
انسحبت آخر قوات عملية الأمم المتحدة من الصومال في 3 آذار / مارس 1995. وكانت هذه هي المرة الأولى التي تغادر فيها الأمم المتحدة دولة دون أن تكمل أهدافها.

## روابط خارجية
- نص القرار في undocs.org